# Adolf Diekmann
Adolf Rudolf Reinhold Diekmann (18. prosince 1914 – 29. června 1944) byl důstojník Waffen-SS v hodnosti SS-Sturmbannführer a válečný zločinec, který nesl hlavní podíl viny na vyhlazení francouzské vesnice Oradour-sur-Glane za druhé světové války.

## Život
Diekmann působil před válkou u zpravodajského praporu (SS-Nachrichtensturmbann), který měla své hlavní stanoviště v Berlíně. Po německé invazi do Francie sloužil již u Waffen-SS. Zde byl však během bojů vážně zraněn (průstřel plíce) a po zotavení strávil téměř dva roky jako instruktor v SS-Junkerschule Bad Tölz.
Na podzim roku 1943 se účastnil několika významných operací na východní frontě v Rusku. Zde bojoval po boku svého přítele SS-Sturmbannführera Helmuta Kämpfeho, kvůli kterému rozpoutá později neblaze proslulý masakr v Oradour-sur-Glane, při kterém vojáci pod jeho velením zavraždili 642 obyvatel vesnice.
Když se o masakru dozvěděl velitel pluku SS-Obersturmbannführer Sylvester Stadler, zahájil proti Diekmannovi válečný soud. Ten však padl na frontě dřív, než stačil být odsouzen. Dne 29. června 1944 byl zasažen do hlavy šrapnelem a na následky zranění zemřel.
Pohřben je na německém vojenském hřbitově v La Cambe.

## Shrnutí vojenské kariéry
Data povýšení
- SS-Obersturmführer
- SS-Hauptsturmführer – 20. duben, 1942
- SS-Sturmbannführer – 20. duben, 1944

Významná vyznamenání
- Železný kříž I. třídy
- Železný kříž II. třídy
- Odznak za zranění v černém
- Totenkopfring
- Čestná dýka Reichsführera-SS